# WideScreen Games
WideScreen Games (рус. широкоэкранные игры; сокращённо WSG) — французская частная компания, разработчик компьютерных игр. В начале июля 2009 года было объявлено о банкротстве WSG. На момент банкротства компании число её постоянных сотрудников было приблизительно 90 человек.
WSG была основана в декабре 1999 года во французском городе Лионе. В 2001 году компания разработала приключенческую игру Frank Herbert’s Dune, которая не имела успеха. В 2005 году был разработан шутер от третьего лица Dead to Rights II. Также компания разработала несколько других проектов, основанных на лицензировании кинофильмов и телесериалов, таких как Pirates: Legend of the Black Buccaneer и некоторые другие.
В декабре 2008 года стало известно, что WSG по контракту польской компании CD Projekt и под руководством CD Projekt RED разрабатывает игру The Witcher: Rise of the White Wolf, которая является ремейком ролевой игры «Ведьмак» 2007 года выпуска. The Witcher: Rise of the White Wolf должен был выйти под игровые консоли PlayStation 3 и Xbox 360. При этом для разработки игры WSG использовала собственный игровой движок «DaVinci».
27 апреля 2009 года появились слухи об остановке разработки игры, а 28 и 29 апреля они были официально подтверждены. Оливье Масклиф (фр. Olivier Masclef), менеджер WSG, объяснил причину остановки разработки The Witcher: Rise of the White Wolf тем, что CD Projekt на протяжении трёх месяцев не выплачивала WSG платежи по плану, и WSG не имела иного выбора, как остановить разработку игры. CD Projekt в ответ заявила, что она переводила деньги, но с задержками, однако эти задержки связаны с тем, что WSG «проваливала» все сроки разработки игры.
В начале июля 2009 года было объявлено о банкротстве компании WideScreen Games. Разработка игры «The Witcher: Rise of the White Wolf» была остановлена.
Сразу после объявления о банкротстве WideScreen Games стало известно, что бо́льшая часть её сотрудников перешли работать в Ubisoft.
О судьбе игры Highlander: The Game, которая разрабатывалась WideScreen Games под руководством Square Enix и изначально должна была выйти в конце 2008 года, долгое время ничего не было известно. Лишь 10 декабря 2010 года Square Enix в официальном пресс-релизе сообщила об отмене игры, при этом не раскрывая никаких причин и подробностей.

## Список игр разработанных WideScreen Games
- Frank Herbert’s Dune (2001, Windows, PS2)
- Fame Academy (2003, PS2)
- Airborne Troops (2005, PS2, 2006, Windows)
- Dead to Rights II (2005, Windows, PS2, Xbox)
- Wild Water Adrenaline featuring Salomon (2006, PS2)
- Black Buccaneer (2006, Windows, PS2, Xbox)
- Highlander (отменена, Windows, PS3, Xbox 360)
- The Witcher: Rise of the White Wolf (отменена, PS3, Xbox 360)
- White Fear (отменена, Windows, PS2)

## Внешние ссылки
- wsg.fr — официальный сайт WideScreen Games
- Описание WideScreen Games (фр.)